# Tomáš Hamara
Tomáš Hamara (né le 9 mars 2004 à Prague en Tchéquie) est un joueur tchèque de hockey sur glace. Il évolue à la position de défenseur.

## Biographie

### Carrière junior
Hamara commence sa carrière en 2017-2018 avec le HC Sparta Prague. En 31 matchs disputés avec les moins de 16 ans, il collecte 7 buts pour 15 points et 34 minutes de pénalité. En 2 matchs de séries éliminatoires, il n'inscrit aucun point pour 2 minutes de pénalité. Cette même année, il dispute le tournoi des régions des moins de 15 ans, il représente Prague et comptabilise 2 points en 7 rencontres.
Pour la saison 2018-2019, il s'engage avec le Tappara en Finlande. il dispute le championnat des moins de 16 ans et inscrit 13 buts pour 37 points et 24 minutes de pénalité en 41 parties de saison régulière. Lors des séries éliminatoires, en 6 rencontres, il inscrit 6 points, aidant son équipe à remporter la médaille de bronze face au JYP Jyväskylä. Il joue également 5 matchs de saison régulière avec les moins de 18 ans. La saison suivante, il joue 4 rencontres avec les moins de 16 ans puis 46 parties avec les moins de 18, amassant 10 buts pour 32 points et 16 minutes de pénalité.
En 2020-2021, il évolue pour les moins de 20 ans, en 35 matchs de saison régulière, il obtient 18 points pour 24 minutes de pénalité. En série éliminatoire, ils sont éliminés en demi-finale par le futur champion, le Lukko. Le 19 mai 2021, il signe une prolongation de contrat avec le Tappara, d'une durée de 3 ans. L'année suivante, il inscrit 25 points et 16 minutes de pénalité en 32 rencontres de saison régulière. En série éliminatoire, ils sont éliminés en quarts de finale par le futur champion, le TPS.

### En club
Hamara commence sa carrière professionnelle avec le Tappara en Liiga, lors de la saison 2021-2022. Il dispute son premier match le 11 septembre 2021, lors d'une défaite 2-3 face au Sport Vaasa. Il inscrit son premier point, une passe, le 18 janvier 2022, lors d'une victoire 7-1 face au Sport Vaasa. Le 28 janvier 2022, il est prêté par le Tappara au KeuPa HT , il y joue deux matchs avant de retourner avec l'effectif de Tappara. Au terme de la saison, il est sacré champion de la Liiga avec le Tappara.
Il participe également à la Ligue des champions durant cette saison. Il joue 4 matchs durant le parcours qui va amener son équipe jusqu'en Finale face au Rögle BK, le premier étant le 5 septembre 2021, une victoire 3-2 face au HC Lugano.
En prévision du repêchage de 2022, la centrale de recrutement de la LNH le classe au 21e rang des espoirs européens chez les patineurs.

### En équipe nationale
Hamara représente son pays, la Tchéquie depuis la saison 2019-2020, avec le contingent des moins de 16 ans.
Il participe au Championnat du monde junior en 2021. La Tchéquie se classant à la 7e place, éliminée en quart de finale par le Canada sur le score de 0-3.
Il dispute le Championnat du monde moins de 18 ans en 2022. La Tchéquie se classant à la 4e place, battue par la Finlande sur le score de 1-4 lors de la petite finale. Il est également désigné parmi les 3 meilleurs joueurs de sa formation et sélectionné sur l'équipe étoile du tournoi.
Il prend part au Festival olympique de la jeunesse européenne en 2022. La Tchéquie termine à la 4e place.

## Statistiques

### En club
| Saison    | Équipe               | Ligue               |                   | Saison régulière  | Saison régulière  | Saison régulière  | Saison régulière  | Saison régulière  |                   | Séries éliminatoires | Séries éliminatoires | Séries éliminatoires | Séries éliminatoires | Séries éliminatoires |
| Saison    | Équipe               | Ligue               | PJ                | B                 | A                 | Pts               | Pun               | PJ                | B                 | A                    | Pts                  | Pun                  |                      |                      |
| 2017-2018 | Prague M15           | TJ D15              | 7                 | 1                 | 1                 | 2                 | 4                 | -                 | -                 | -                    | -                    | -                    |                      |                      |
| 2017-2018 | HC Sparta Prague M16 | JHL D16             | 31                | 7                 | 8                 | 15                | 34                | 2                 | 0                 | 0                    | 0                    | 2                    |                      |                      |
| 2018-2019 | Tappara M16          | U16 SM-sarja Q      | 26                | 7                 | 18                | 25                | 16                | -                 | -                 | -                    | -                    | -                    |                      |                      |
| 2018-2019 | Tappara M16          | U16 SM-sarja        | 15                | 6                 | 6                 | 12                | 8                 | 6                 | 2                 | 4                    | 6                    | 2                    |                      |                      |
| 2018-2019 | Tappara M18          | U18 SM-sarja        | 5                 | 0                 | 1                 | 1                 | 0                 | -                 | -                 | -                    | -                    | -                    |                      |                      |
| 2019-2020 | Tappara M16          | U16 SM-sarja        | 4                 | 4                 | 2                 | 6                 | 2                 | -                 | -                 | -                    | -                    | -                    |                      |                      |
| 2019-2020 | Tappara M18          | U18 SM-sarja        | 46                | 10                | 22                | 32                | 16                | -                 | -                 | -                    | -                    | -                    |                      |                      |
| 2020-2021 | Tappara M20          | U20 SM-sarja        | 35                | 3                 | 15                | 18                | 24                | 2                 | 0                 | 2                    | 2                    | 0                    |                      |                      |
| 2021-2022 | Tappara M20          | U20 SM-sarja        | 32                | 6                 | 19                | 25                | 16                | 2                 | 0                 | 1                    | 1                    | 0                    |                      |                      |
| 2021-2022 | Tappara              | Liiga               | 24                | 0                 | 2                 | 2                 | 8                 | 2                 | 0                 | 0                    | 0                    | 0                    |                      |                      |
| 2021-2022 | KeuPa HT             | Mestis              | 2                 | 0                 | 2                 | 2                 | 0                 | -                 | -                 | -                    | -                    | -                    |                      |                      |
| 2021-2022 | Tappara              | Ligue des champions | 4                 | 0                 | 0                 | 0                 | 0                 | -                 | -                 | -                    | -                    | -                    |                      |                      |
| 2022-2023 | Rangers de Kitchener | LHO                 | 56                | 2                 | 15                | 17                | 33                | 9                 | 0                 | 1                    | 1                    | 2                    |                      |                      |
| 2023-2024 | Rangers de Kitchener | LHO                 | Saison en cours ? | Saison en cours ? | Saison en cours ? | Saison en cours ? | Saison en cours ? | Saison en cours ? | Saison en cours ? | Saison en cours ?    | Saison en cours ?    | Saison en cours ?    |                      |                      |

### En équipe nationale
| Année     | Équipe       | Compétition                                  |    | PJ | B  | A  | Pts | Pun               |  | Résultat |
| 2019-2020 | Tchéquie M16 | International                                | 8  | 1  | 3  | 4  | 2   |                   |  |          |
| 2019-2020 | Tchéquie M17 | International                                | 7  | 2  | 0  | 2  | 2   |                   |  |          |
| 2021      | Tchéquie M18 | Championnat du monde moins de 18 ans         | 2  | 0  | 1  | 1  | 0   | 7e place          |  |          |
| 2022      | Tchéquie M18 | Championnat du monde moins de 18 ans         | 6  | 0  | 8  | 8  | 8   | 4e place          |  |          |
| 2022      | Tchéquie M18 | Festival olympique de la jeunesse européenne | 4  | 0  | 3  | 3  | 4   | 4e place          |  |          |
| 2021-2022 | Tchéquie M18 | International                                | 11 | 0  | 11 | 11 | 12  |                   |  |          |
| 2021-2022 | Tchéquie M20 | International                                | 3  | 1  | 0  | 1  | 2   |                   |  |          |
| 2022      | Tchéquie M20 | Champion du monde junior                     | 7  | 0  | 1  | 1  | 0   | 4e place          |  |          |
| 2023      | Tchéquie M20 | Champion du monde junior                     | 7  | 0  | 1  | 1  | 8   | Médaille d'argent |  |          |

## Trophées et honneurs personnels

### U16 SM-sarja
- 2018-2019 : médaille de bronze avec le Tappara.

### Championnat du monde moins de 18 ans
- 2021-2022 : Nommé parmi les trois meilleurs joueurs de son équipe.

### Liiga
- 2021-2022 : Champion avec le Tappara